# Xysticus audax
Xysticus audax es una especie de araña cangrejo del género Xysticus, familia Thomisidae. Fue descrita científicamente por Schrank en 1803.

## Distribución geográfica
Habita en Europa, Turquía, Cáucaso, Rusia (Europa al Lejano Oriente), Kazajistán, Irán, Corea y Japón.